# Martyna Kandefer-Szerszeń
Martyna Maria Kandefer-Szerszeń (ur. 29 stycznia 1946 w Krośnie) – polska biolożka specjalizująca się w wirusologii i immunologii.

## Życiorys
W 1968 skończyła studia na Uniwersytecie Marii Curie-Skłodowskiej w Lublinie. Działała w Naukowym Kole Mikrobiologów. Doktorat obroniła w 1975, habilitację uzyskała w1985, a profesurę w 1996.
W latach 1968–2018 pracowała na UMCS najpierw jako asystentka, od 1972 jako starsza asystentka, od 1975 jako adiunktka, od 1986 jako docentka, od 1993 jako profesorka nadzwyczajna. Od 1995 kierowała Zakładem Wirusologii i Immunologii  w Instytucie Mikrobiologii i Biotechnologii UMCS. Kierowała też studium doktoranckim z biologii UMCS. Odbyła staże naukowe w Worcester i Szwecji.
Należała do Polskiego Towarzystwa Mikrobiologów (w latach 1981–1987 była wiceprzewodniczącą lubelskiej sekcji organizacji), Polskiego Towarzystwa Immunologii Doświadczalnej i Klinicznej oraz Lubelskiego Towarzystwa Naukowego. W 2009 została wiceprezeską powstałego w Lublinie Polskiego Towarzystwa Wirusologicznego. Była członkinią Komitetu Mikrobiologicznego PAN.
Otrzymała Złoty Krzyż Zasługi i Medal Komisji Edukacji Narodowej.